# Margny-aux-Cerises
Margny-aux-Cerises – miejscowość i gmina we Francji, w regionie Hauts-de-France, w departamencie Oise.
Według danych na rok 1990 gminę zamieszkiwało 186 osób, a gęstość zaludnienia wynosiła 41 osób/km² (wśród 2293 gmin Pikardii Margny-aux-Cerises plasuje się na 811. miejscu pod względem liczby ludności, natomiast pod względem powierzchni na miejscu 919.).